# Club Deportivo San Andrés
El Club Deportivo San Andrés és un club argentí de basquetbol de la ciutat de San Andrés al partido de General San Martín, província de Buenos Aires.
El club també disposa de seccions de karate, natació, tennis i volleyball.

## Història
El club va ser fundat el 23 d'abril de 1927, com a Villa Golf Club. El 1939 canvià el nom a Club Deportivo San Andrés. El 1984 arribà el seu moment àlgid quan es proclamà campió de la lliga argentina de bàsquet, derrotant el River Plate a la final (2-1). Això el portà a participar en el campionat sud-americà de 1985, així com a la Copa Intercontinental.

## Palmarès
- Campeonato Argentino de Clubes (1): 1984